# 烏丸光賢
烏丸光賢（からすまる みつかた、慶長5年（1600年）5月14日 - 寛永15年（1638年）9月9日）は、江戸時代前期の公卿。

## 官歴
- 慶長13年（1608年）：従五位上、侍従
- 慶長17年（1612年）：正五位下、右少弁
- 慶長18年（1613年）：正五位上、補蔵人
- 慶長19年（1614年）：左少弁
- 元和元年（1615年）：右中弁
- 元和5年（1619年）：従四位下、左中弁
- 元和6年（1620年）：正四位下、補蔵人頭
- 寛永3年（1626年）：参議
- 寛永4年（1627年）：従三位
- 寛永5年（1628年）：造東大寺長官
- 寛永7年（1630年）：権中納言
- 寛永8年（1631年）：正三位
- 寛永10年（1633年）：踏歌節会外弁
- 寛永11年（1634年）：従二位

## 系譜
- 父：烏丸光広
- 子：烏丸資慶
- 子：裏松資清